# LifeType
LifeType是一個開源的網誌平台系統，支援在同一次安裝底下，網站架設多個網誌，並同時作用戶管理。LifeType是一個基於PHP與MySQL技術的多用戶與多網誌系統，以GPL授權發佈。

## 概說
LifeType是在2003年2月由專案創始人Oscar Renalias所建立的，他原來建立這個專案的目的只是因為他需要一個簡單的環境能來管理他自己的網站。在那時候其實他並不知道什麼是網誌，但是初期的專案其實已經具備有網誌的雛形了。幾個禮拜後，另一個共同專案創始人Francesc，建議乾脆以這樣的基礎來建立一個多用戶與多網誌的平台。看起來似乎是個不錯的想法，所以幾個月後就在2003年9月2日釋出了pLog 0.1版。當初的一些功能，目前都還是留在LifeType專案的核心當中。

## 功能
- 支援多網誌與多用戶環境，而且只需要一次安裝
- 支援次網域
- 集中的社群頁面，容許同一個網誌有多一個用戶參與
- 整合的多媒體檔案管理（支援Podcasting、自動圖片縮圖、檔案大量上傳、編寫檔案描述）
- 多樣化的模版
- 眾多的外掛／插件程式
- 超強的外掛／插件程式架構
- 垃圾防制機制（貝氏過濾、迴響確認、迴響驗證 Captcha、引用網址檢查）
- 支援簡潔與自訂網址
- 支援多國語言
- 支援Smarty模版引擎
- 支援XMLRPC
- 支援流動網誌

## 歷史
LifeType原名pLog，但亞馬遜公司早於2003年初已經在美國註冊了Plog這個商標，甚至比SourceForge上的pLog專案出現的早。所以在2005年時亞馬遜公司希望pLog能改名字，並且把這個名字歸還給亞馬遜公司來使用。於是pLog於2005年更名為LifeType。

## 外部連結
- Lifetype官方網站（英）
- Lifetype官方網站（中） （页面存档备份，存于）
- LifeType示範版本 （页面存档备份，存于）